# Agim Zajmi
Agim Zajmi (ur. 28 listopada 1936 w Tiranie, zm. 3 listopada 2013 tamże) – albański malarz i scenograf; autor ponad 800 obrazów oraz ponad 300 scenografii.

## Życiorys
W 1961 roku ukończył studia z zakresu malarstwa i scenografii na Akademii Sztuk Pięknych ZSRR w Leningradzie. Po powrocie do Albanii rozpoczął pracę jako scenograf w Teatrze Opery i Baletu, następnie pracował w Teatrze Narodowym w Tiranie. W 1978 został wykładowcą na Akademii Sztuk Pięknych w Tiranie, a w 1995 roku otrzymał tytuł profesora.
Zmarł 3 listopada 2013 roku w Tiranie, a już następnego dnia odbył się jego pogrzeb.
Swoje obrazy wystawiał w Narodowej Galerii Sztuki w Tiranie (gdzie między innymi znajduje się część jego dzieł) oraz w państwach, jak Francja, Włochy, Wielka Brytania, Grecja, Turcja, Austria i Egipt. Pełnił funkcję prezesa Narodowego Stowarzyszenia Artystów Figuratywnych.

## Wybrane obrazy[4]
| - Adam, Eva dhe pema e jetes - Aktuale dhe antike - Arbere shet në këngë - Autoportret - Autoportret: artisti, piktura, koha - Bashkejetesa e tradicionit dhe bashkekohores - Bjeshket t Tropojës - Dedë Gjo Luli - Deshira e shqipetarit per liri - Deshira njerezore e perjetshme pët liri | - Deshira per paqe - Detaj tradicional shqiptar - Dite me diell në Tiranë - Dreka e fshatareve ne hije - Dy kuaj në tokë jeshile natën - Eva, Adam the celja e vezës - Femra, prokrijmi dhe universi - Fushë Kosova - Ganimet Tërbesha - Gjak i kuq, ngjyra e zeze dhe gjeneza | - Grua duke mbajtur uje - Gruaja dhe kali - Gruaja tradicionale, rrota dhe qyteti - Lufta dhe shqyerja e jetës - Lufta nuk mbaron kurre o se idiot sia njerezore - Lulet ne mur - Herojte e Kosovës - Homazh dhe adaptim shqiptar i Leonardo da Vincit - Kali dhe violinistja - Kompozim me celjen e jetës | - Kompozim me grua - Kompozim me motive tradicionale shqipetare - Kompozim për Kosovën - Kontrastere femerore - Krishti - Malesori dhe malët - Malet et Tropojës - Mozarti, Verdi the Tchaikovski - Mozarti dhe portretet e teatrit - My Darling | - Nature e qete me lule the bardha - Ndertimet e reja ose diktatura e re - Nëna i tregon dhalit historite e motshme shqiptare - Nëna Shqiperi - Nëna tradicionale shqiptare - Nënë shqiptare - Panoramë nga Shqipëria aktuale - Pantomime artistike - Paqe - Pastertia shpirterore | - Pëllumbi i bardhe - Për luftën në Kosovë... - Peizazh, Tirana, Shqipëria - Peizazh Berati - Peizazh me fshatarë - Peizazh me plepa nga Gjirokastra - Peizazh nga Gjirokastra - Peizazh nga Himara - Peizazh nga Myzeqeja - Peizazh nga Saranda | - Peizazhi i imagjinuar shqiptar - Pikture dedikuar Kosovës - Pikture mbi malet e Shqiperisë - Portret gruaje - Portret gruaje nga Mirdita - Portret gruaje nga veriu - Portret i femres aktuale - Portret i malesorit i Mirditës - Portret i Shote Galices - Portret i Shote Galices ne kale | - Portret malsori i vejter - Portret mbas luftës - Portret me portokalle - Portret nga Tirana - Portret per bukurinë shqiptarë te veriut - Portret per grate shqiptarë - Portret Shqiptareje - Portret Shqiptareje 2 - Pranvere ne Tiranë - Profil shqiptareje | - Puthja e rinise - Qan qielli shqiptar - Qyteti shqiptar sot - Rozafa - Scenografi - Shkodranja - Shote Galica mbi kale - Shqipëria - Sovraniteti shqiptar - Tirana me bore | - Tradita dhe pasqyrime femerore - Vajza dhe Kali i Bardhe - Valle shqipetare - Vasil Laçi - Vegla popullore tipike shqiptare - Veriorja - Zadrimorja - Zanat e maleve - Liri per Shqipërine (1990) |

## Wybrane scenografie[4]
- 3 motrat
- Deshira e rejetshme shqiptarë pët liri
- Drita dhe hija
- Gjenerali i ushtrisë së vdekur[1]
- Konstandini dhe Duruntina
- Krishti rruge apo dhimbje?
- Lumi i vdekur
- Njeriu, kafsha, virtuti
- Pylli gjate natës
- Qan qielli
- Rinoceonti[1]
- Romeo dhe Xhulieta
- Vizioni i vdekjes

## Upamiętnienia
W 1984 roku Posta Shqiptare wydała 10 tys. znaczków przedstawiających jeden z jego obrazów.
W 2000 roku Kudret Velça opublikował monografię poświęconą Agimowi Zajmiemu.

## Nagrody i tytuły[1]
- medal Naima Frashëriego (1968),
- II miejsce w dziedzinie malarstwa na jednym z albańskich konkursów za portret Vasila Laçiego (1972),
- tytuł Zasłużonego Artysty (1975)[2][3],
- II miejsce w dziedzinie malarstwa na jednym z albańskich konkursów za portret Ganimeta Tërbeshay (1981),
- II miejsce w dziedzinie malarstwa na jednym z albańskich konkursów za portret Dedë Gjona Lulego (1984),
- nagroda Aleksandra Moisiu (1987),
- tytuł Malarza Ludu (1991)[2][3],
- główna nagroda w dziedzinie scenografii za scenografię Generała martwej armii na festiwalu w Kragujevacu (1976),
- główna nagroda za obraz Fushë Kosova (1989),
- główna nagroda w dziedzinie scenografii za scenografię Nosorożca na Rajsburg Biennale (1996),
- Kult Award dla najlepszego scenografa roku (2008)[8].